# Las-Vegas-Kultur
Die paläoindianische Las-Vegas-Kultur war ein frühholozäner Siedlungskomplex entlang der Küste des heutigen Ecuadors. Sie bildete sich um 8000 v. Chr. und hatte bis 4600 v. Chr. Bestand. Sie ist die früheste Kulturstufe in Ecuador und eröffnet die Präkeramische Periode. Laut Karen Stothert (1985) entstanden ihre Siedlungen als Antwort auf den ökologisch komplex aufgebauten Küstenbereich Ecuadors. So wurden auf der einem tropischen Ökoton angehörenden Santa-Elena-Halbinsel bisher 31 Fundstätten identifiziert. Die Altersangaben sind durch Radiokarbondatierungen abgesichert.
Die Menschen der Las-Vegas-Kultur waren vorwiegend Sammler und Jäger und lebten vermutlich auch vom Fischfang. Ferner entwickelten sie bereits erste, noch primitive Ackerbaumethoden, kannten aber noch keine Keramik. Der Ackerbau wurde gegen 6000 v. Chr. eingeführt und es wurden Flaschenkürbis (Lagenaria siceraria) sowie die Maisart Zea mays angebaut.
Die best erhaltenen menschlichen Überreste der Las-Vegas-Kultur sind die so genannten „Liebhaber von Sumpa“, die zusammen mit anderen Funden im Museum Museo Los Amantes de Sumpa im Kulturzentrum von Santa Elena ausgestellt werden.
Gefundene Knochenspitzen und Spateln wurden möglicherweise zur Herstellung von Netzen oder anderen Textilien verwendet. Die Werkzeuge sind generell sehr vielseitig und sie wurden aus Holz, Bambus, Schilfrohr und Rinde hergestellt; aber auch Muscheln wurden für unterschiedliche Behälter benutzt.
Die Las-Vegas-Kultur verlief in etwa zeitgleich mit der Inga-Kultur im Norden Zentralecuadors sowie mit der Chinchorro-Kultur an der Nordküste Chiles, bei der Las-Vegas-Kultur wurden aber im Unterschied zu letzterer keine Mumien vorgefunden.